# Botanica. Das ABC der Pflanzen. 10.000 Arten in Text und Bild
Botanica. Das ABC der Pflanzen. 10.000 Arten in Text und Bild, kurz Botanica, ist ein über tausendseitiges Pflanzenlexikon. Das reich bebilderte Werk enthält Beschreibungen und Kultivierungstipps zu etwa 10.000 Pflanzenarten.

## Originalausgabe
Die englischsprachige Originalausgabe trägt den Titel Botanica. The Illustrated A-Z of Over 10,000 Garden Plants. Das Werk erschien bei Random House in Australien und wurde von Gordon Cheers herausgegeben. In den Vereinigten Staaten haben es Richard G. Turner, Jr. und Ernie Wasson herausgegeben.
Der Chefberater für das Werk war Tony Rodd. Fachliche Berater waren Geoff Bryant aus Neuseeland, Lynton Johnson aus Südafrika, Barbara Segall aus Großbritannien sowie Richard G. Turner Jr. und Ernie Wasson aus den Vereinigten Staaten.
Das Autorenkollektiv der englischsprachigen Originalausgabe bestand aus folgenden 21 Personen: Geoff Burnie, Sue Forrester, Denise Greig, Sarah Guest, Michelle Harmony, Sue Hobley, Gregory Jackson, Peter Lavarack, Melanie Ledgett, Ross McDonald, Stirling Macoboy, Bill Molynreux, Douglas Moodie, Judy Moore, Dalys Newman, Tim North, Professor Kristo Pienaar, Graeme Purdy, Julie Silk, Stephen Ryan und Gina Schien.
Cheffotograf war James Young, für die Karten waren Stan Lamond und Graham Keane verantwortlich.

## Übersetzte Ausgaben
Das Werk wurde in mehrere Sprachen übersetzt.
Die deutsche Ausgabe mit dem Titel Botanica. Das ABC der Pflanzen. 10.000 Arten in Text und Bild umfasst in der 2000 erschienenen Auflage 1019 Seiten; sie erschien bei Firma Könemann Verlagsgesellschaft mbH in Köln, die zur Tandem Verlag GmbH gehört.
Die Übersetzung aus dem Englischen übernahmen Natascha Afanassjew, Thomas Batinic, Marita Döring, Jutta König, Hans W. Kothe, Barbara Rusch, Cristoforo Schweeger, Martina Unger und Astrid Wetzel für GAIA Text in München.
Fachliche Berater der deutschen Ausgabe waren Michael Burkart und Michael Ristow.
Die französische Ausgabe erschien unter dem Titel Botanica: Encyclopédie de botanique et d'horticulture. Plus de 10,000 plantes du monde entier.

## Inhalt
Die Botanica enthält mehr oder weniger knapp gehaltene Pflanzenbeschreibungen zu 10.000 verschiedenen Pflanzenarten, die für die gärtnerische Kultur von Belang sind oder sein könnten. Die Pflanzenarten sind nach ihren wissenschaftlichen Namen alphabetisch sortiert. Es werden Informationen zu Wuchsart, Aussehen, Verbreitung, Kultivierung, Vermehrung, Krankheiten und Zuchtformen gegeben. Es sind auch übergeordnete Gattungsartikel vorhanden.
Das Buch ist sehr reich bebildert; Angaben der Autorkürzel zu den botanischen Namen oder Synonyme fehlen allerdings.

## Rezension
Die Union internationale pour la protection des obtentions végétales führt die dritte Ausgabe im Entwurf zur „Guidance for new types and species“ (Anleitung für neue Typen und Spezies) als relevante Literatur an.

## Ausgabenverzeichnis
- Gordon Cheers (Hrsg.): Botanica. The Illustrated A–Z of over 10,000 Garden Plants and How to Cultivate Them. Random House Australia, Sydney (Australien) 1997, ISBN 0-09-183806-1 (englisch, 1007 S., farbig bebildert, mit CD-ROM).
- R. G. Turner Jr., Ernie Wasson (Hrsg.): Botanica. The Illustrated A–Z of over 10,000 Garden Plants and How to Cultivate Them. Barnes & Noble, New York City (USA) 1997, ISBN 0-7607-0816-9 (englisch, 1007 S., farbig bebildert, mit CD-ROM).
- R. G. Turner Jr., Ernie Wasson (Hrsg.): Botanica. The Illustrated A–Z of over 10,000 Garden Plants and How to Cultivate Them. 3., überarbeitete Auflage, Barnes & Noble, New York City (USA) 2004, ISBN 0-7607-5973-1 (englisch, 1020 S., farbig bebildert, mit CD-ROM).
- Gordon Cheers (Hrsg.): Botanica. Das ABC der Pflanzen. 10.000 Arten in Text und Bild. 3., aktualisierte Auflage, Könemann Verlagsgesellschaft, Köln 2000, ISBN 3-8290-0868-6 (1019 S., farbig bebildert).[3]
- Gordon Cheers (Hrsg.): Botanica. Encyclopédie de botanique et d’horticulture. Plus de 10.000 plantes du monde entier. Könemann Verlagsgesellschaft, Köln 1999, ISBN 3-8290-1952-1 (französisch, 1020 S., farbig bebildert).